# Feira de Santana (microregio)
Feira de Santana is een van de 32 microregio's van de Braziliaanse deelstaat Bahia. Zij ligt in de mesoregio Centro-Norte Baiano en grenst aan de mesoregio's Nordeste Baiano in het noorden en noordoosten, Metropolitana de Salvador in het oosten en zuidoosten en Centro-Sul Baiano in het zuiden en de microregio Itaberaba in het westen. De microregio heeft een oppervlakte van ca. 12.603 km². Midden 2004 werd het inwoneraantal geschat op 942.361.
24 gemeenten behoren tot deze microregio:
| - Água Fria - Anguera - Antônio Cardoso - Conceição da Feira - Conceição do Jacuípe - Coração de Maria - Elísio Medrado - Feira de Santana - Ipecaetá - Ipirá - Irará - Itatim | - Ouriçangas - Pedrão - Pintadas - Rafael Jambeiro - Santa Bárbara - Santanópolis - Santa Teresinha - Santo Estêvão - São Gonçalo dos Campos - Serra Preta - Tanquinho - Teodoro Sampaio |

Mesoregio's: Centro-Norte Baiano · Centro-Sul Baiano · Extremo Oeste Baiano · Metropolitana de Salvador · Nordeste Baiano · Sul Baiano · Vale São-Franciscano da Bahia

Microregio's: Alagoinhas · Barra · Barreiras · Bom Jesus da Lapa · Boquira · Brumado · Catu · Cotegipe · Entre Rios · Euclides da Cunha · Feira de Santana · Guanambi · Ilhéus-Itabuna · Irecê · Itaberaba · Itapetinga · Jacobina · Jequié · Jeremoabo · Juazeiro · Livramento do Brumado · Paulo Afonso · Porto Seguro · Ribeira do Pombal · Salvador · Santa Maria da Vitória · Santo Antônio de Jesus · Seabra · Senhor do Bonfim · Serrinha · Valença · Vitória da Conquista